# San Ignacio (Pando)
San Ignacio ist eine Ortschaft im Departamento Pando im Tiefland des südamerikanischen Andenstaates Bolivien.

## Lage im Nahraum
San Ignacio liegt in der Provinz Federico Román und ist der zweitgrößte Ort im Cantón Villa Nueva im Municipio Villa Nueva. Die Ortschaft liegt auf einer Höhe von 135 m am linken, nördlichen Ufer des Río Orthon, einem linken Nebenfluss des Río Beni.

## Geographie
San Ignacio liegt im bolivianischen Teil des Amazonasbeckens in der nördlichen Ecke des Landes nahe der Grenze zu Brasilien.
Die mittlere Durchschnittstemperatur der Region liegt bei 26 °C und schwankt nur unwesentlich zwischen 25 °C im Mai und 27–28 °C von Dezember bis Februar (siehe Klimadiagramm Riberalta). Der Jahresniederschlag beträgt etwa 1300 mm, bei einer ausgeprägten Trockenzeit von Juni bis August mit Monatsniederschlägen unter 20 mm und einer Feuchtezeit von Dezember bis Januar mit Monatsniederschlägen von mehr als 200 mm.

## Verkehrsnetz
San Ignacio liegt in einer Entfernung von etwa 265 Kilometern Luftlinie östlich von Cobija, der Hauptstadt des Departamentos.
San Ignacio ist nicht auf dem Landweg über befestigte Straßen von Cobija aus zu erreichen. Die Ortschaft liegt direkt an einem Totarm des Río Orthon an seinem nördlichen Ufer, der hier in östlicher Richtung fließt und flussabwärts in den Río Beni mündet. In dem feuchten flachwelligen Gelände zwischen dem nördlich gelegenen Río Abuná und dem Río Orthon ist die Anlage einer Piste, erst recht einer befestigten Straße sehr aufwändig. Selbst zu dem nur fünf Kilometer westlich gelegenen Humaitá gibt es keine befahrbare Verbindung. Die Verbindung zur Außenwelt findet über den Río Orthon statt.

## Bevölkerung
Die Einwohnerzahl des Ortes ist in dem Jahrzehnt zwischen den beiden letzten Volkszählungen nur geringfügig angestiegen:
| Jahr | Einwohner         | Quelle       |
| ---- | ----------------- | ------------ |
| 1992 | keine Detaildaten | Volkszählung |
| 2001 | 141               | Volkszählung |
| 2012 | 152               | Volkszählung |
| 2024 |                   | Volkszählung |